# Driestar educatief
Driestar educatief is een onderwijsorganisatie in Gouda, bestaande uit Driestar hogeschool, Driestar onderwijsadvies en Driestar managementadvies. De organisatie heeft een christelijke identiteit.

## Geschiedenis
Driestar educatief ontstond toen in 2005 Christelijke Hogeschool de Driestar fuseerde met schoolbegeleidingsdienst BGS. BGS is opgericht in 1982. Nadat ouders, schoolbesturen en kerkenraden drie jaar voor bekostiging hadden gezorgd, werd in 1985 subsidie verkregen. Daarmee kon de schoolbegeleidingsdienst voor 130 scholen in het reformatorisch onderwijs uitgroeien tot een volwaardige organisatie.

### Driestar onderwijsadvies
Onder Driestar educatief valt ook een schoolbegeleidingsdienst. Deze dienst is opgericht in 1982. Nadat ouders, schoolbesturen en kerkenraden drie jaar voor bekostiging hadden gezorgd, werd in 1985 subsidie verkregen. Daarmee kon de schoolbegeleidingsdienst BGS voor 130 scholen in het reformatorisch onderwijs uitgroeien tot een volwaardige organisatie. In 2005 zijn deze instellingen gefuseerd met de hogeschool. De organisatie telt na de fusie 270 medewerkers.
Sinds 2009 heet de overkoepelende organisatie Driestar educatief, met daaronder Driestar hogeschool, Driestar onderwijsadvies en Driestar managementadvies.

## Onderdelen
Driestar onderwijsadviesDe onderwijsadviesdienst Driestar onderwijsadvies adviseert en begeleidt scholen voor voortgezet en (speciaal) basisonderwijs.
Nacht van GoudaOnderdeel van het Studium Generale-programma een debat tussen twee politici onder leiding van Bart Jan Spruyt. De eerste werd gehouden op 14 december 2018 tussen SGP-leider Kees van der Staaij en FVD-leider Thierry Baudet.